# Facundo Mater
Facundo Leonel Mater (Buenos Aires, 23 luglio 1998) è un calciatore argentino naturalizzato siriano, centrocampista del Barracas Central in prestito dall'Argentinos Juniors e della nazionale siriana.

## Carriera

### Club
Mater è cresciuto nel settore giovanile del Nueva Chicago, dove ha debuttato il 12 luglio 2017 nell'incontro di Primera B Nacional perso 2-1 contro l'Argentinos Juniors. Il 21 settembre 2019, a oltre due anni di distanza dall'esordio, ha segnato il suo primo gol contro il Ferro Carril Oeste.
Il 26 agosto 2020 è passato a titolo definitivo all'Argentinos Juniors, con cui ha però trovato poco spazio giocando solo 4 partite nell'arco di un anno. Nell'agosto del 2021 è passato in prestito all'Almirante Brown dove ha trovato il campo con continuità.
Nel 2022 è passato con la stessa formula al Barracas Central, tornando quindi in Primera División. Il 9 gennaio 2023 ha rinnovato il contratto fino al 2025 con l'Argentinos ed il prestito è stato prolungato dapprima fino a dicembre ed in seguito anche per tutto il 2024.

### Nazionale
Nel 2024 ha esordito nella nazionale siriana.

## Statistiche

### Presenze e reti nei club
Statistiche aggiornate al 4 maggio 2025.
| Stagione                  | Squadra                   | Campionato                | Campionato | Campionato | Coppe nazionali | Coppe nazionali | Coppe nazionali | Coppe continentali | Coppe continentali | Coppe continentali | Altre coppe | Altre coppe | Altre coppe | Totale | Totale | Totale |
| Stagione                  | Squadra                   | Comp                      | Pres       | Reti       | Comp            | Pres            | Reti            | Comp               | Pres               | Reti               | Comp        | Pres        | Reti        | Pres   | Reti   |        |
| ------------------------- | ------------------------- | ------------------------- | ---------- | ---------- | --------------- | --------------- | --------------- | ------------------ | ------------------ | ------------------ | ----------- | ----------- | ----------- | ------ | ------ | ------ |
| 2016-2017                 | Nueva Chicago             | PBN                       | 4          | 0          | CA              | 0               | 0               | -                  | -                  | -                  | -           | -           | -           | 4      | 0      |        |
| 2017-2018                 | Nueva Chicago             | PBN                       | 17         | 0          | -               | -               | -               | -                  | -                  | -                  | -           | -           | -           | 17     | 0      |        |
| 2017-2018                 | Nueva Chicago             | PBN                       | 15         | 0          | CA              | 1               | 0               | -                  | -                  | -                  | -           | -           | -           | 16     | 0      |        |
| 2019-2020                 | Nueva Chicago             | PBN                       | 19         | 1          | -               | -               | -               | -                  | -                  | -                  | -           | -           | -           | 19     | 1      |        |
| Totale Nueva Chicago      | Totale Nueva Chicago      | Totale Nueva Chicago      | 55         | 1          |                 | 1               | 0               |                    | -                  | -                  |             | -           | -           | 56     | 1      |        |
| ago.-dic. 2020            | Argentinos Juniors        | PD                        | 0          | 0          | CA+CM           | 0+1             | 0               | -                  | -                  | -                  | -           | -           | -           | 1      | 0      |        |
| gen.-lug. 2021            | Argentinos Juniors        | PD                        | 1          | 0          | CA+CdL          | 0+1             | 0               | CL                 | 1                  | 0                  | -           | -           | -           | 3      | 0      |        |
| Totale Argentinos Juniors | Totale Argentinos Juniors | Totale Argentinos Juniors | 1          | 0          |                 | 2               | 0               |                    | 1                  | 0                  |             | -           | -           | 4      | 0      |        |
| ago.-dic. 2021            | Almirante Brown           | PBN                       | 17         | 0          | -               | -               | -               | -                  | -                  | -                  | -           | -           | -           | 17     | 0      |        |
| 2022                      | Barracas Central          | PD                        | 27         | 2          | CA+CdL          | 2+13            | 0               | -                  | -                  | -                  | -           | -           | -           | 42     | 2      |        |
| 2023                      | Barracas Central          | PD                        | 24         | 3          | CA+CdL          | 2+11            | 0               | -                  | -                  | -                  | -           | -           | -           | 37     | 3      |        |
| 2024                      | Barracas Central          | PD                        | 13         | 0          | CA+CdL          | 2+15            | 0               | -                  | -                  | -                  | -           | -           | -           | 30     | 0      |        |
| 2025                      | Barracas Central          | PD                        | 14         | 0          | CA              | 0               | 0               | -                  | -                  | -                  | -           | -           | -           | 14     | 0      |        |
| Totale Barracas Central   | Totale Barracas Central   | Totale Barracas Central   | 78         | 5          |                 | 45              | 0               |                    | -                  | -                  |             | -           | -           | 123    | 5      |        |
| Totale carriera           | Totale carriera           | Totale carriera           | 151        | 6          |                 | 48              | 0               |                    | 1                  | 0                  |             | -           | -           | 200    | 6      |        |

### Cronologia presenze e reti in nazionale
| Cronologia completa delle presenze e delle reti in nazionale ― Siria | Cronologia completa delle presenze e delle reti in nazionale ― Siria | Cronologia completa delle presenze e delle reti in nazionale ― Siria | Cronologia completa delle presenze e delle reti in nazionale ― Siria | Cronologia completa delle presenze e delle reti in nazionale ― Siria | Cronologia completa delle presenze e delle reti in nazionale ― Siria | Cronologia completa delle presenze e delle reti in nazionale ― Siria | Cronologia completa delle presenze e delle reti in nazionale ― Siria |
| Data                                                                 | Città                                                                | In casa                                                              | Risultato                                                            | Ospiti                                                               | Competizione                                                         | Reti                                                                 | Note                                                                 |
| -------------------------------------------------------------------- | -------------------------------------------------------------------- | -------------------------------------------------------------------- | -------------------------------------------------------------------- | -------------------------------------------------------------------- | -------------------------------------------------------------------- | -------------------------------------------------------------------- | -------------------------------------------------------------------- |
| 19-11-2024                                                           | Volgograd                                                            | Russia                                                               | 4 – 0                                                                | Siria                                                                | Amichevole                                                           | -                                                                    | 87’                                                                  |
| Totale                                                               |                                                                      | Presenze                                                             | 1                                                                    |                                                                      | Reti                                                                 | 0                                                                    |                                                                      |